# Finlandia en los Juegos Olímpicos de Pekín 2008
Finlandia estuvo representada en los Juegos Olímpicos de Pekín 2008 por un total de 57 deportistas que compitieron en 14 deportes.  
El portador de la bandera en la ceremonia de apertura fue el tirador Juha Hirvi.

## Medallistas
El equipo olímpico finlandés obtuvo las siguientes medallas:
| Nombre                    | Deporte   | Competición                 |
| ------------------------- | --------- | --------------------------- |
| Oro                       |           |                             |
| Satu Mäkelä-Nummela       | Tiro      | Foso F                      |
| Plata                     |           |                             |
| Minna Nieminen Sanna Stén | Remo      | Doble scull ligero (LW2x) F |
| Bronce                    |           |                             |
| Tero Pitkämäki            | Atletismo | Jabalina M                  |
| Henri Häkkinen            | Tiro      | Rifle de aire 10 m M        |